# Хорошенькая (река)
Хорошенькая — река в России, протекает в Красноярском районе Самарской области. Устье реки находится на 62 км левого берега Сока. Длина реки — 25 км, площадь водосбора — 168 км². Истоки реки лежат у села Булак. Имеет несколько притоков, в том числе левые Шилан и Берёзовый. После дамбы в селе Хорошенькое водоток нерегулярен.

## Данные водного реестра
По данным государственного водного реестра России относится к Нижневолжскому бассейновому округу, водохозяйственный участок реки — Сок от истока и до устья, речной подбассейн реки — подбассейн отсутствует. Речной бассейн реки — Волга от верховий Куйбышевского вдхр. до впадения в Каспий.
Код объекта в государственном водном реестре — 11010000612112100005983.